# Uulu

Uulu est un village estonien situé dans la commune d'Häädemeeste et le comté de Pärnu.